# Heinrichsdorf (Olsberg)
Heinrichsdorf ist ein Stadtteil und Ort in der Stadt Olsberg im Sauerland, Hochsauerlandkreis, Nordrhein-Westfalen. Ende 2022 hatte das Dorf rund 100 Einwohner. Es liegt zwischen Elpe, Wasserfall und Ramsbeck.

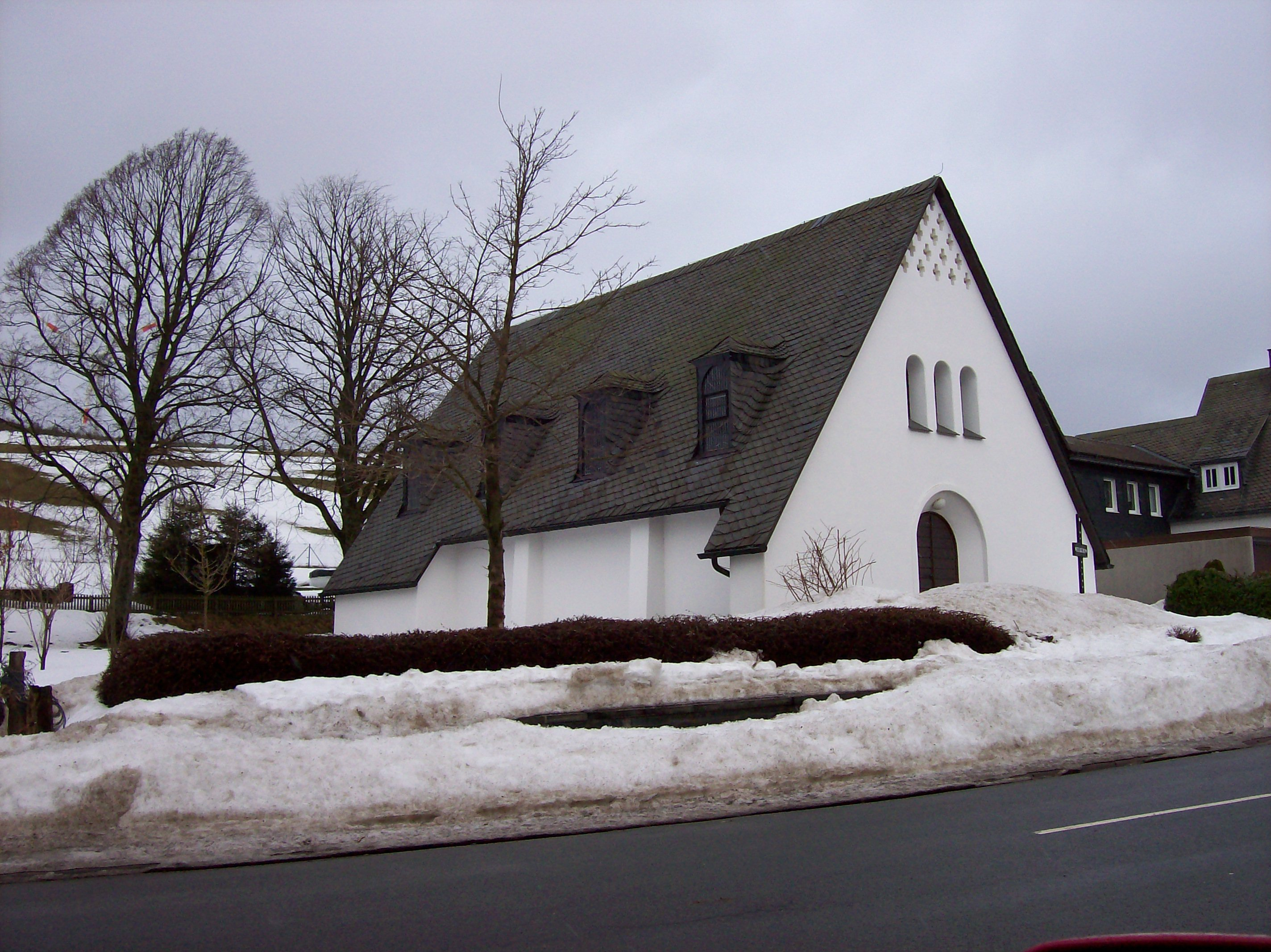
Marienkapelle

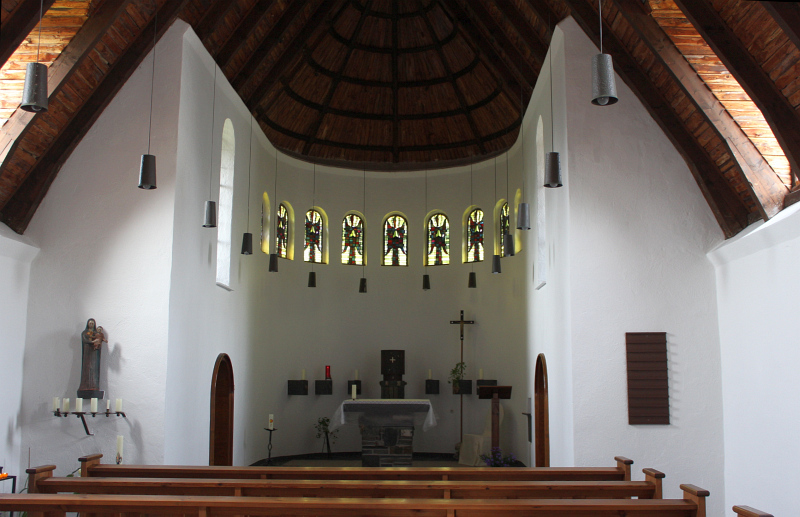
Altarraum der Marien-Kapelle

## Geschichte
Das ehemalige Bergarbeiterdorf wurde im Jahr 1854 in der Blütezeit des Blei- und Zinkbergbaus Ramsbeck gegründet. Die Bergarbeiterkolonie entstand neben den Stollen der Grube Alte Ries. Das Dorf wurde nach dem damaligen Generaldirektor der Bergbaugesellschaft und Erbauer der Kolonie Marquis Henry Etienne Bernard de Sasseney, der mit bürgerlichem Namen Heinrich Stefan Bernard hieß, benannt.
Einige Jahre später kam das Bergbauunternehmen in eine Krise, so dass bereits 1856 sächsische Arbeiter den Ort verließen. Vor der Jahrhundertwende wohnten gelegentlich über 200 Einwohner in dem Dorf. Das ansässige Bergbauunternehmen veräußerte erst nach 1950 seine Gebäude an die Einwohner des Ortes.

### Zweiter Weltkrieg

#### 1940
Zu Beginn des Zweiten Weltkriegs stürzte 1940 ein Flugzeug der Alliierten zwischen Heinrichsdorf und Wasserfall ab.

#### 1944
Ein alliiertes Flugzeug stürzte 1944 in der Nähe der Gastwirtschaft Ehls ab.

#### 1945
Am 5. März 1945 wurden 3000 Fremdarbeiter, darunter Frauen und Kinder, unter Bewachung von Ordnungspolizei und Volkssturm bei fußtiefem Schnee aus Ramsbeck ins Dorf gebracht. Diese mussten von der Gemeinde versorgt und untergebracht werden. Am Morgen zogen der Elendszug zu Fuß, teils mit Handwagen und Karren, weiter. In den nächsten Tagen folgten weitere Marschkolonnen.
Am 7. März stürzte ein US-Bomber 200 m westlich des Dorfes ab. Die Leichen wurden im Park begraben.
Am 1. April zogen deutsche Soldaten durchs Dorf. Einige Volkssturmmänner aus dem Dorf wurden nach Olsberg beordert. Am 4. April kamen 150 Volkssturmmänner aus Düsseldorf ins Dorf. Darunter befanden sich auch 20 Russen in deutscher Uniform und Jungen vom Reichsarbeitsdienst. Der Trupp, welcher wohl zur 116. Panzer-Division gehörte, hatte nicht mal Waffen. Noch am gleichen Tag flohen deutsche Soldaten durchs Dorf Richtung Elpe. Den Schluss bildeten Soldaten der Panzerbrigade 106 Feldherrnhalle. Die Bevölkerung floh in den Erzstollen am Ries.
Nur 60 junge Arbeitsdienstmänner der Gruppe 206 aus Fröndenberg bildeten eine Front auf den Höhen um das Dorf. Als am 6. April US-Soldaten anrückten wurde diese aus Widerstandsnester beschossen. Die US-Soldaten zogen sich zurück und beschossen nun das Dorf. Zwölf der Arbeitsdienstmänner wurden bei den Kämpfen getötet und später auf dem Dorf-Friedhof. Am 7. April rückten die US-Truppen kampflos ins Dorf. Am nächsten Tag konnte die Bevölkerung den Stollen verlassen. Bei der Durchsuchung der Häuser wurden einige Wertsachen gestohlen. Die US-Truppen zogen einige Tage später weiter. In der Folgezeit gab es Probleme mit Überfällen ehemaliger Zwangsarbeiter.

### Nachkriegszeit
Die Erzgrube der Stolberger Zink AG wurde erst ab dem 1. Januar 1946 wieder in Betrieb genommen.

## Religion
Im Jahr 1953 errichtete man die Marienkapelle. Die Einweihung erfolgte am 5. September 1954.

## Schule
In einem Wohnhaus richtete man 1904 eine einklassige Schule ein. Das Schulgebäude wurde erst 1951 erbaut. Mit der Schulreform in Nordrhein-Westfalen im Jahr 1968 wurde die Schule aufgelöst. Seit 2001 gehört das Gebäude dem Deutschen Alpenverein.